# 阿姆布基夫
50°48′1″N 23°59′13″E / 50.80028°N 23.98694°E
阿姆布基夫（烏克蘭語：Амбуків），是烏克蘭西北部的村莊，隸屬沃倫州的沃洛德米爾區。該村始建於1577年，面積0.82平方公里，海拔高度188米，2001年人口232，人口密度每平方公里281.9人。